# Seth Herne
Seth Fritiof Herne, född 5 juni 1887 i Härnösand, död 8 juli 1951 i Stockholm, var en svensk läroverksadjunkt, målare och tecknare. 
Han var son till brandförsäkringsdirektören David Herne och Hildur Eurén och från 1918 gift med Eva Beckman (1890–1972). Herne var som konstnär autodidakt. Separat ställde han ut på bland annat Gummesons konsthall 1945. Hans konst består av stilleben, porträtt, interiörer samt landskapsmålningar från Bohuslän och Djurgården i olja samt kolteckningar. Makarna Herne är begravda på Fjällbacka kyrkogård.